# Nobuya Katō
Nobuya Katō (né le 16 avril 1995) est un athlète japonais, spécialiste du 400 m.
Son meilleur temps est de 45 s 69 obtenu à Fukuroi le 2 novembre 2013. Il remporte le titre du relais 4 x 400 m lors des Jeux asiatiques de 2014. Il avait remporté la médaille d'argent lors des Championnats du monde juniors à Eugene (Oregon) en 46 s 17, derrière Machel Cedenio.
Le 25 juin 2016, il porte son record à 45 s 71 à Nagoya.